# Pieve di Soligo
Pieve di Soligo (Piéve in veneto) è un comune italiano di 11 489 abitanti della provincia di Treviso in Veneto.

## Geografia fisica
Territorio per 2/3 pianeggiante e per 1/3 collinare, bagnato dai fiumi Soligo e Lierza, Pieve di Soligo è collocato nella parte orientale del Quartier del Piave, di cui è storicamente il capoluogo.
Il colle di San Gallo, che sovrasta il paese di Soligo, chiude idealmente a nord la pianura di Pieve, assieme ai colli che dominano su Solighetto; a sud fanno da confine le colline di Collalto e Colfosco di Susegana.
L'arco delle Prealpi Bellunesi, con le sue cime (le più importanti sono quelle del Monte Cesen e del Col de Moi), incornicia a nord la piana e le colline di Pieve; questo fronte montuoso può essere valicato attraverso i passi di San Boldo e di Praderadego.

## Storia

### Simboli
Lo stemma e il gonfalone di Pieve di Soligo sono stati concessi con decreto del presidente della Repubblica del 16 aprile 1958.
Il gonfalone è costituito da un drappo interzato in banda di rosso, di bianco e d'azzurro.
Lo stemma di Pieve di Soligo vuole rappresentare la situazione che venne a crearsi nel corso del XIV secolo quando il fiume Soligo divideva due zone soggette a poteri diversi. La banda azzurra simboleggia il corso d'acqua che divideva il territorio comunale nelle due zone e la fascia a metà della banda rappresenta il ponte che collega le due sponde.
La riva sinistra, la Pieve del Contà, rientrava fra i possedimenti dei conti Brandolini da Bagnacavallo, feudatari della Serenissima; le righe bianche e rosse sono riprese dal loro blasone mentre la croce d'oro simboleggia la pieve, attestata dal 1192, da cui il borgo abitato prese il nome.
Nella partizione destra è rappresentata la Pieve del Trevisan, soggetta alla Marca Trevigiana e le torri in campo azzurro sono simbolo dell'assemblea di Treviso; la scritta "Solicum" in punta è il nome latino del Soligo.

## Monumenti e luoghi d'interesse

### Architetture religiose

#### Duomo di Pieve di Soligo

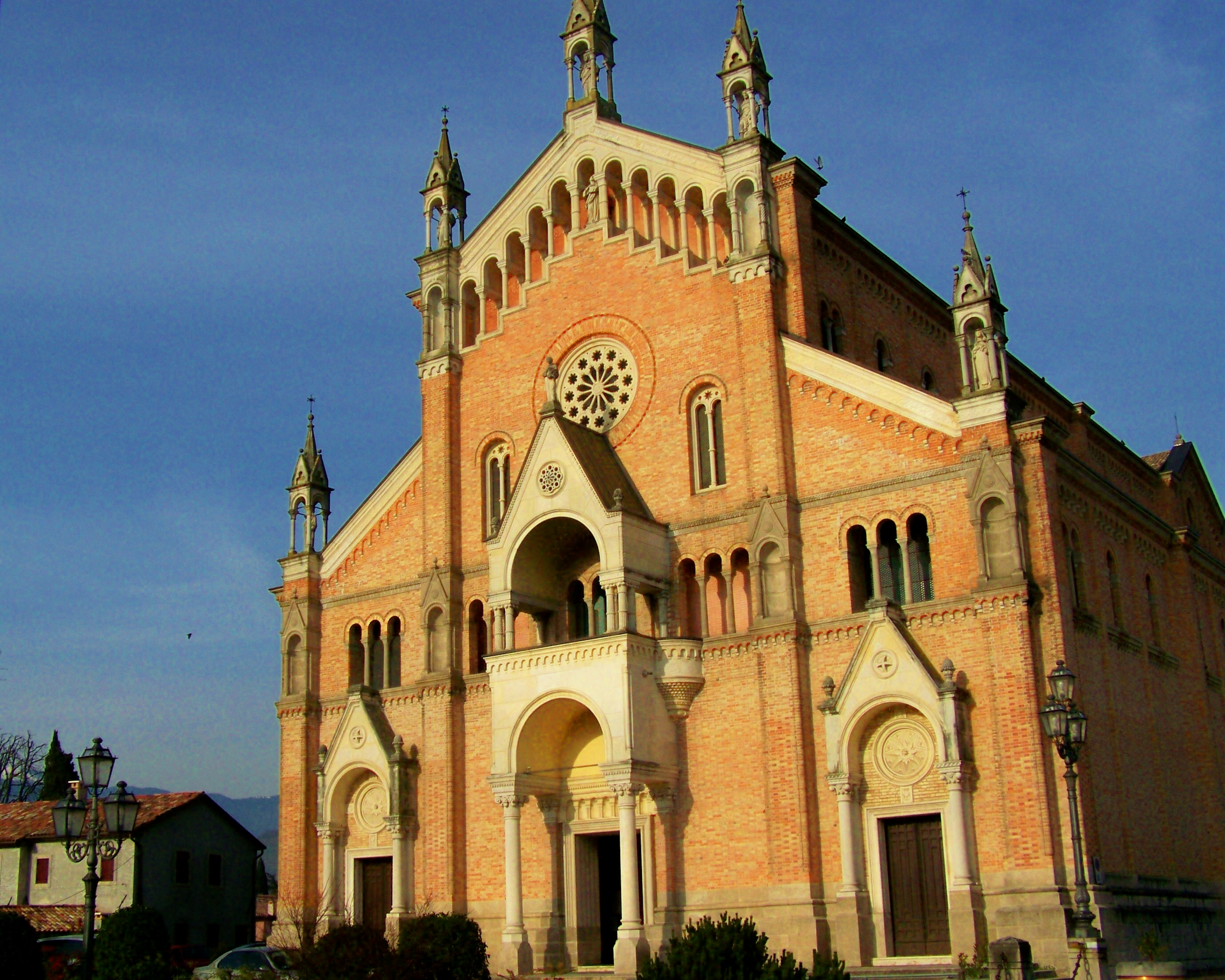
Facciata di Santa Maria Assunta

Imponente edificio che sorge nel cuore di Pieve è il duomo intitolato a Santa Maria Assunta, monumento neoromanico (con alcuni elementi neogotici) costruito nei primi anni del XX secolo, ad opera dell'architetto Domenico Rupolo. Fu consacrata nel 1924.
La facciata a salienti, in laterizio, è sovrastata da cinque pinnacoli e fa intuire la struttura a tre navate degli interni.
L'opera d'arte di maggior valore in essa custodita è la pala d'altare del pittore primo-cinquecentesco Francesco da Milano, rappresentante Assunzione della Vergine e risalente al 1540.
A sinistra del duomo svetta l'alto campanile, inaugurato nel 1955. Esso si eleva per circa 70 m e contiene un poderoso concerto di 3 campane in scala diatonica di Reb3 maggiore, fuse dalla Premiata Fonderia De Poli di Vittorio Veneto.
Giuseppe Toniolo (1845 – 1918), grande sociologo ed economista cattolico è stato sepolto nella struttura religiosa.

#### Chiesa di San Martino
La chiesa di San Martino sorge alla fine della via Crucis che ha inizio nella Cal Santa; si erge presso il cimitero di Pieve.
Documentata già nel 1177, ha una lunga storia, che culmina nella ricostruzione del 1840, a spese del nobile pievigino Gerolamo Maria Balbi Valier, a cui si deve l'aspetto attuale.
La facciata è caratterizzata da un pronao sostenuto da quattro colonne di ordine ionico, sulle quali insiste un grande frontone.

#### Chiesa di Santa Maria Maddalena
Antico edificio sacro è la chiesa dedicata a Santa Maria Maddalena, patrona di Pieve di Soligo, ubicata nella parte occidentale del centro del paese.
Questo luogo sacro lega la sua storia a quella dell'omonima confraternita; se ne ha notizia già nel XIV secolo, ma l'attuale edificio è presumibilmente databile al 1608.
La chiesa della Maddalena ha una facciata a capanna con timpano, aperta da un portale a cui si affiancano due monofore. A destra della facciata sorge il campanile, con orologio dipinto e cella campanaria aperta da due monofore per lato.

#### Chiesa di Santa Caterina
La chiesa di Santa Caterina è sede parrocchiale di Barbisano, frazione sud di Pieve. Risale ai primi anni del XX secolo.

#### Chiesa dell'Immacolata Concezione
La chiesa dell'Immacolata Concezione è la parrocchiale di Solighetto, ubicata nel cuore della frazione nord di Pieve e risalente al XIX secolo.

#### Oratori
Cappella della Madonna del Carmine
L'oratorio privato di Villa Morona, adiacente ad essa sul lato est, è un piccolo luogo sacro in stile barocco. Si nota per la presenza di un grande portale sovrastato da timpano, sopra il quale c'è un piccolo oculo; a sinistra del portale ha luogo una monofora rettangolare con timpano. Sulla sommità della facciatina campeggia un campanile a vela dotato di due campane e abbellito da elementi scultorei.
Chiesetta di Santa Croce
Piccolo edificio sacro edificato nel 1885, è sede dei sepolcri della famiglia Stefanelli. Internamente è affrescata con la raffigurazione della Sacra Famiglia, nella quale compare una rappresentazione del castello di Collalto prima della sua quasi totale distruzione durante la Grande Guerra.
Oratorio di San Zuanet
Di origine antiche ma ricostruito nel XIX secolo, San Zuanet si trova nella valle del torrente Lierza, nella frazione di Solighetto, al confine con Refrontolo. Struttura di piccole dimensioni, conserva al suo interno un dipinto di Giovanni Demin.

### Architetture civili

#### Borghi e calli
Alcuni vecchi borghi e le relative calli restano a testimoniare gli originari nuclei abitativi di Pieve di Soligo, fino ai primi decenni del XX secolo. Intorno ad essi si è poi sviluppata la più vasta area urbana oggi esistente.

##### Borgo Stolfi

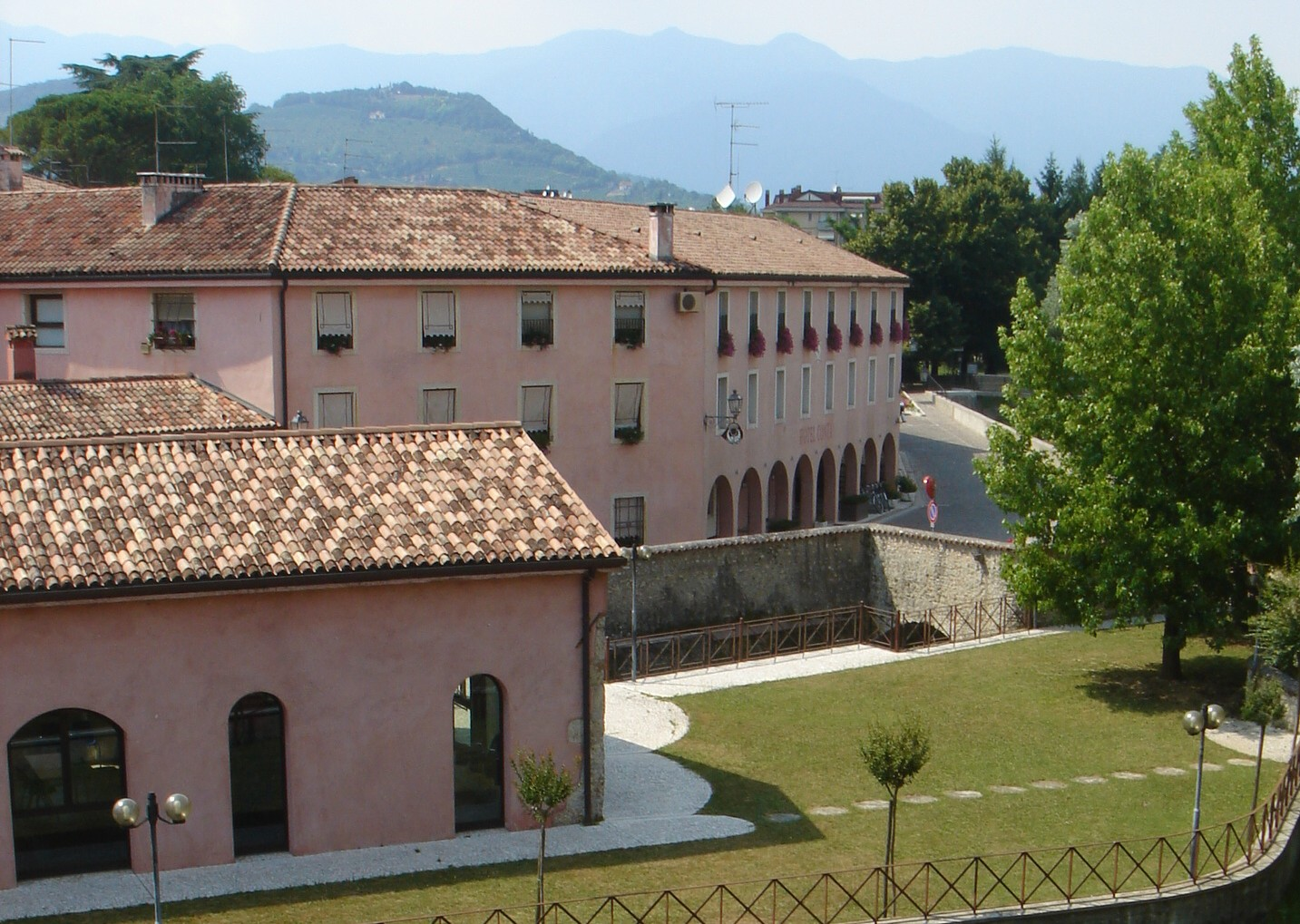
Veduta di Borgo Stolfi

Situato lungo il fiume Soligo, è uno dei borghi storici di Pieve. Occupa la sponda destra del fiume, all'altezza della chiesa parrocchiale, dove il Soligo fa un'ansa, in prossimità del ponte.
Le strutture architettoniche che lo costituiscono, sono tipiche palazzine di due o tre piani adiacenti l'una all'altra, secondo il tradizionale stile dei borghi del Veneto orientale.
Ha qui luogo inoltre la vecchia roggia colla ruota da mulino alimentata dal Soligo.

##### Cal Santa

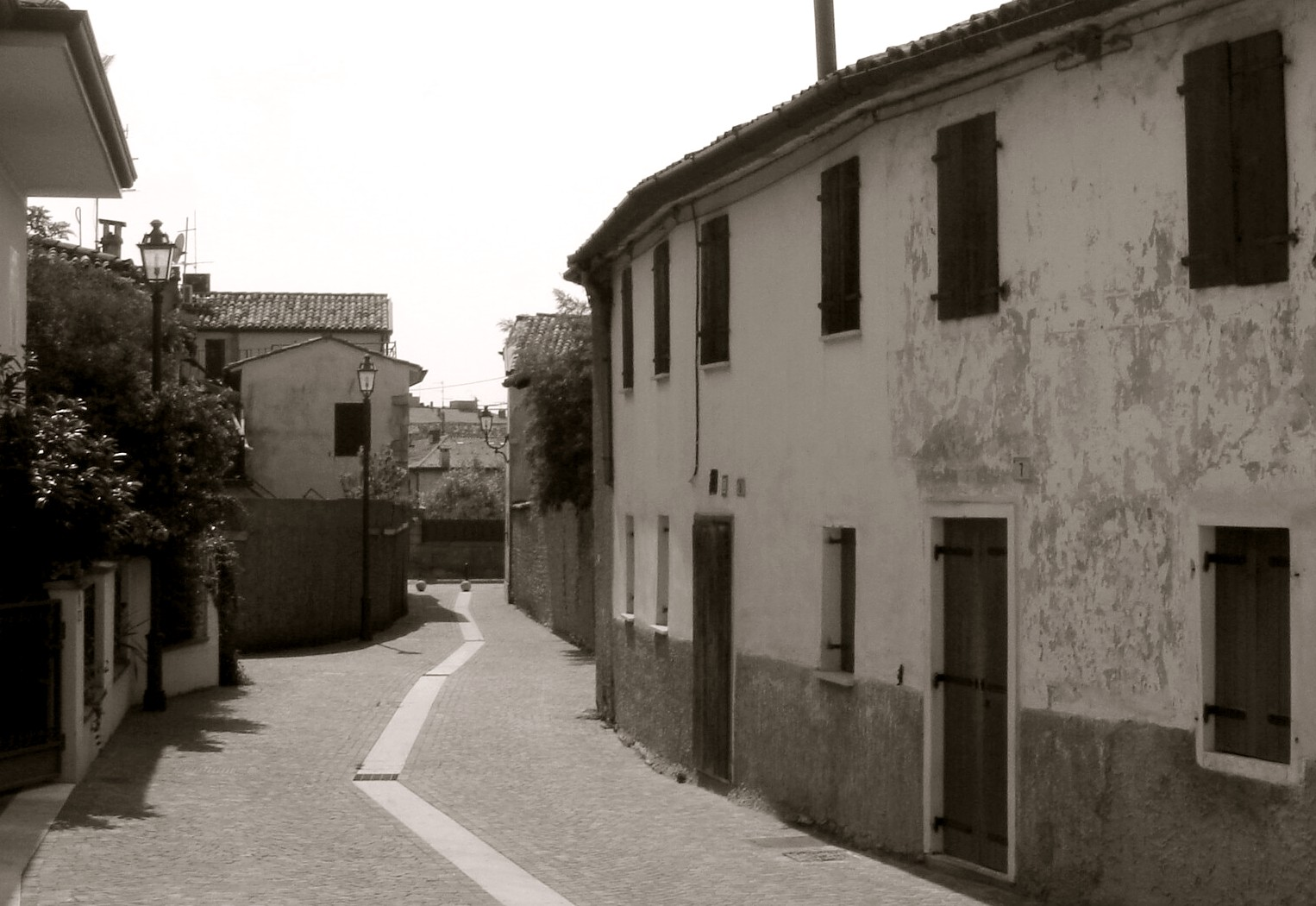
Scorcio della Cal Santa

La Cal Santa è una delle vie più antiche del centro storico: inizia poco ad est della chiesa parrocchiale, dove sorge un vecchio borgo, e prosegue fino all'area del cimitero, segnata da una via Crucis.
Questa calle è luogo topico nel corpus poetico di Andrea Zanzotto, che spesso la trasfigura attraverso il nome di Contrada Zauberkraft, andando a idealizzarne e ricostruirne il "sostrato antropologico".

##### Parco Vela
Al Parco Vela il 17 aprile 2024 è stato posto un vero pezzo da museo: l'aereo Fiat G91 della Pattuglia Acrobatica Italiana,  pilotato dal cap. Fabio Brovedani sino al ritiro del mezzo nel 1981. L'evento è stato preceduto presso l'Auditorium "Battistella Moccia" dalla cerimonia ufficiale di conferimento della Cittadinanza Onoraria al "313º Gruppo Addestramento Acrobatico – Pattuglia Acrobatica Nazionale"...

#### Ville venete
Il territorio comunale di Pieve di Soligo è interessato da numerosi esempi di palazzi e ville venete, molti dei quali sono stati schedati dall'Istituto Regionale Ville Venete.

##### Casa Corà detta del Podestà
Casa Corà detta del Podestà è una villa del XVII secolo, ubicata in via Chisini, vicino alla più importante Villa Chisini.
Casa Corà si segnala per le linee architettoniche molto semplici, costituite da tre piani di monofore rettangolari con semplici profili in pietra; la monotonia è rotta da un sopralzo timpanato e aperto da un'elegante bifora con balaustrina lapidea.

##### Palazzo Balbi Valier Sammartini

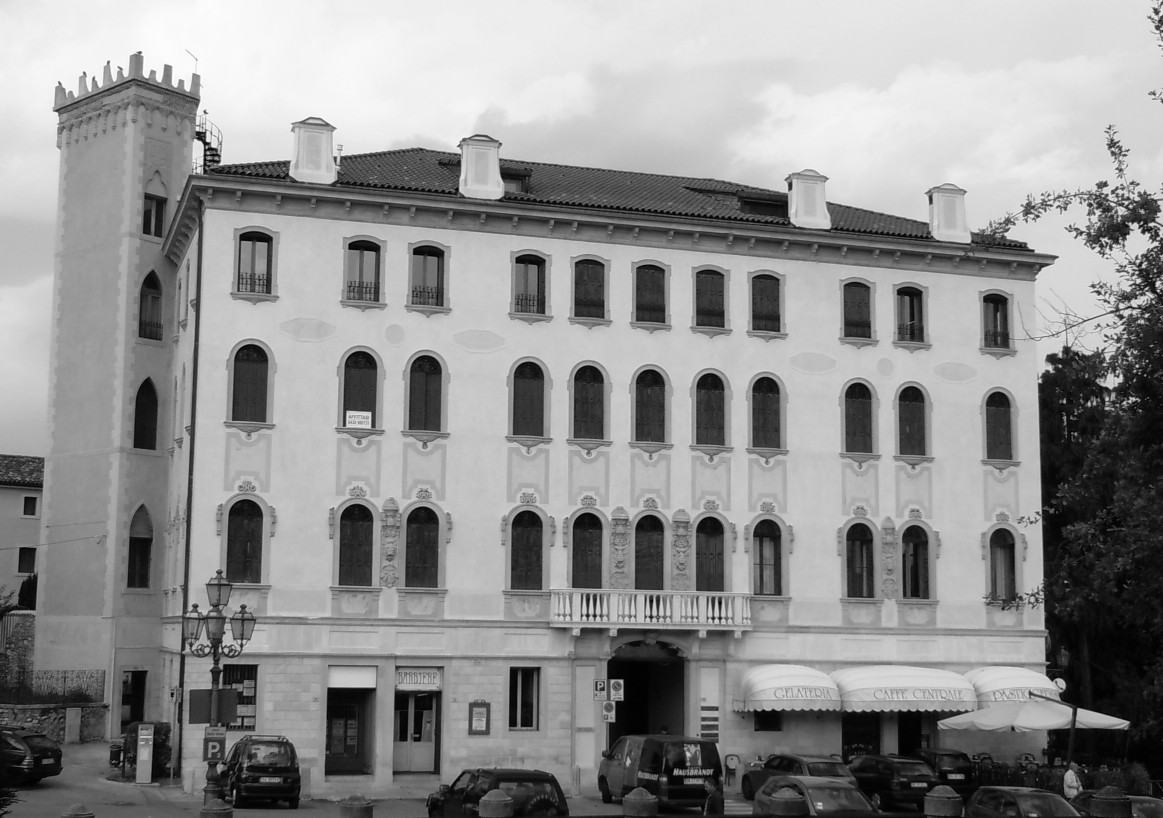
Palazzo Balbi Valier

Palazzo Balbi Valier Sammartini, architettura risalente al XIX secolo, è l'edificio più imponente della piazza principale di Pieve di Soligo. Fu costruito per la famiglia Balbi Valier, ricchi imprenditori che in questo luogo avevano già un palazzo dalla metà del XVIII secolo, dove gestivano le loro attività legate alla lavorazione della seta.
La struttura ottocentesca fu progettata da Giovanni Battista Meduna. La grande mole del palazzo, di quattro piani, è aperta in facciata da ben undici monofore per piano, fra le quali sono presenti decorazioni.
Sull'angolo nord-ovest si inserisce una torre merlata in stile neogotico, secondo l'eclettismo tipico di molte architetture locali del XIX secolo.
Sul retro del palazzo trova spazio una corte, intorno alla quale si sviluppano le diverse adiacenze, un tempo legate all'attività dei Balbi Valier e ora sede di negozi.

##### Villa Brandolini d'Adda
Villa Brandolini d'Adda è la grande villa della frazione Solighetto, edificata nel XVIII secolo.

##### Villa Chisini

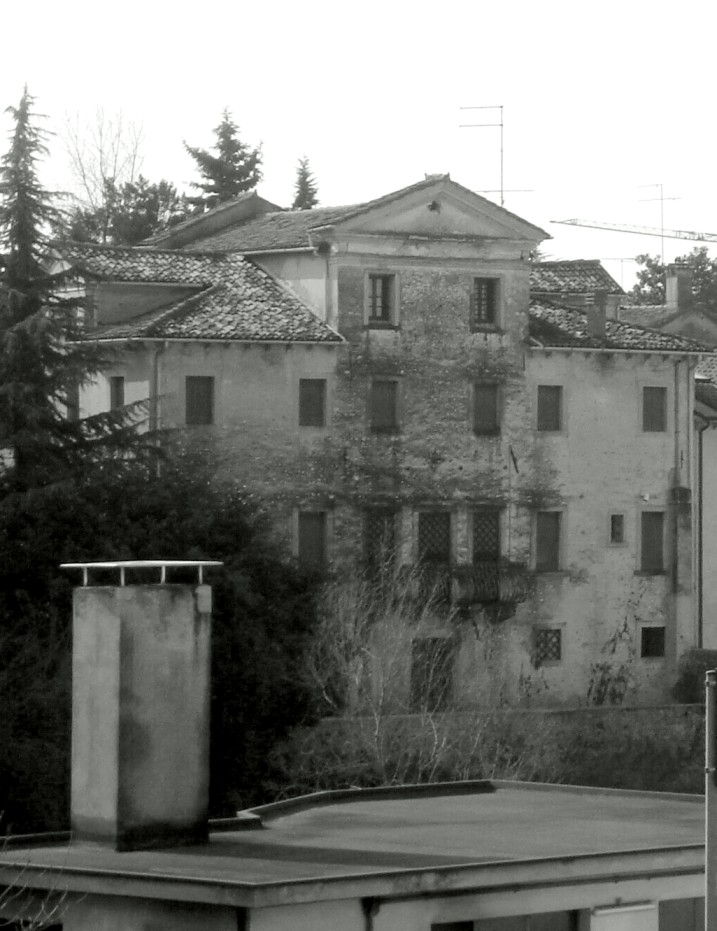
Villa Chisini, facciata sul fiume

Villa Chisini è una grande villa del XVIII secolo. Sorge lungo la via omonima che si diparte dalla piazza centrale di Pieve, ma ha la facciata più notevole sul fiume Soligo.
Essa si dispone su tre livelli e su uno di essi sorge il Gallo Calonego con la parte centrale rialzata di un piano e terminata da un timpano. Le aperture sono tutte rettangolari e di dimensioni contenute.
Di particolare rilievo quelle centrali del primo piano, costituite da tre monofore interessate da un poggiolo sviluppato in lunghezza, con vista sul fiume.
La facciata sulla strada, avente le stesse caratteristiche architettoniche, è celata dalle alte fronde dell'antico giardino.

##### Villa Ghetti

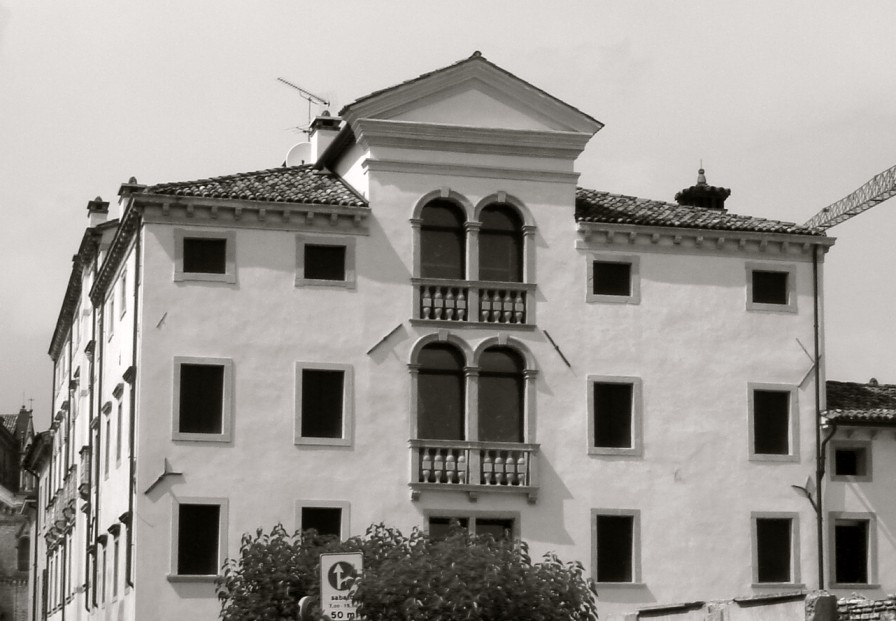
Facciata di Villa Ghetti

Villa Ghetti è un'ampia struttura di villa del XVII secolo, ubicata nell'area prospiciente la facciata della chiesa dell'Assunta.
Si tratta di un edificio composito, fatto di più parti, su cui spicca la grande facciata sud, dalle peculiari linee di villa veneziana tardo seicentesca: degne di nota, nella parte centrale rialzata e terminata da timpano, le due bifore sovrapposte con parapetto lapideo.
A destra di questa facciata un annesso più basso ha delle tracce di affresco, tra cui, ben conservata, la raffigurazione di un cavallo rampante.

##### Villa Morona

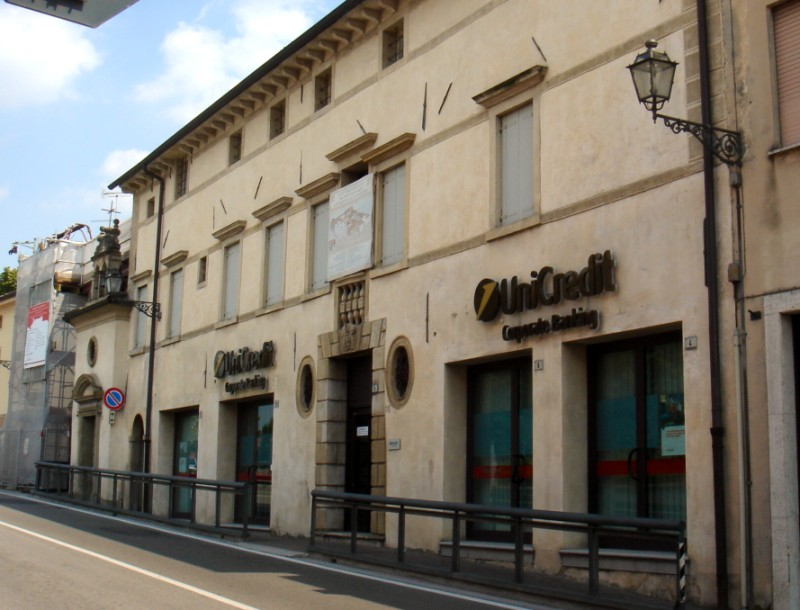
Villa Morona col relativo oratorio della Madonna del Carmine

Villa Morona si trova a pochi passi dalla chiesa dell'Assunta, all'inizio di via Marconi.
Edificata nel XVII secolo per la famiglia omonima, attualmente si trova in buono stato di conservazione.
La facciata sulla strada, caratterizzata da asimmetria e rimaneggiata al piano terra, è di due piani più un mezzanino di sottotetto, divisi da cornici marcapiano. Le aperture di maggior rilievo sono quelle del settore centrale: il portale affiancato da due oculi, al piano terra, e le tre aperture appaiate con balaustrina al piano nobile.
La facciata interna, quella che dà sul cortile della villa, è diversa dalla prima per il suo impianto simmetrico, oltre ad essere meglio conservata nelle sue forme originarie. Si differenzia inoltre per la presenza, al piano nobile, di aperture a tutto sesto, con trifora centrale.

##### Villa Toti Dal Monte
A Barbisano si trova la residenza di Toti Dal Monte, famosa soprano novecentesca; si tratta di un edificio degli anni 1920, in luogo paesaggisticamente notevole, per la vista sui colli di Collalto e sul fiume Lierza.

#### Maglio di Pradella
Lungo il fiume Soligo, verso la frazione Solighetto, si trova il maglio di Pradella, antico stabilimento ancora funzionante, dove avviene la lavorazione del ferro; è dotato di tre ruote ad acqua e, al suo interno, si può avere testimonianza di come, prima dell'industrializzazione, si forgiavano manualmente gli utensili agricoli.

### Aree naturali

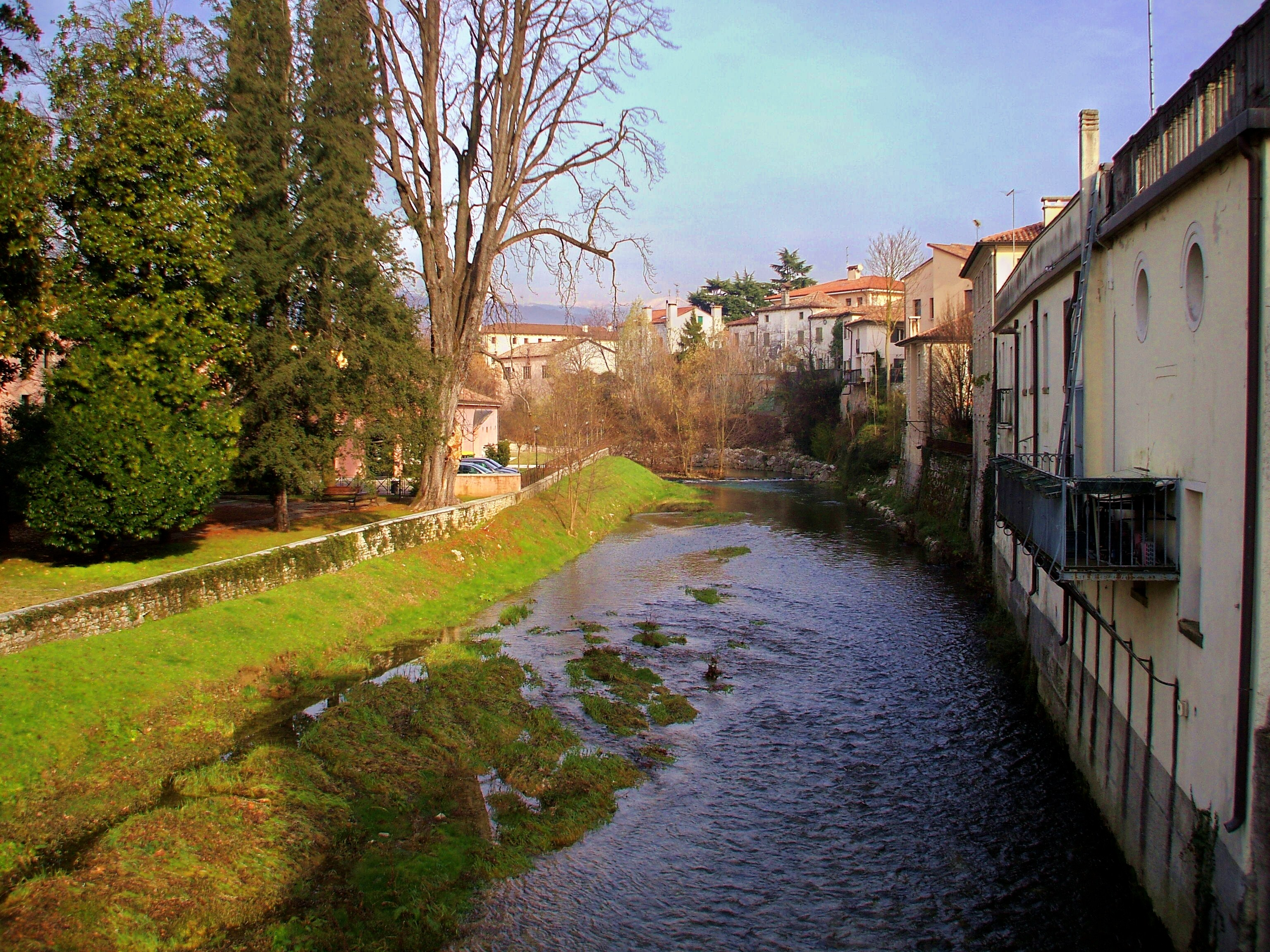
Il Soligo all'altezza del centro di Pieve

Malgrado la vasta urbanizzazione che ha interessato Pieve di Soligo nel secondo Novecento, con aree residenziali e industriali in crescita, ai margini delle zone densamente edificate ne restano altre di valore ambientale, sulle quali spiccano quelle interessate dal corso dei due fiumi Lierza e Soligo.

## Società

### Evoluzione demografica
Abitanti censiti

### Etnie e minoranze straniere
Al 31 dicembre 2023 gli stranieri residenti nel comune erano 1 348, ovvero il 11,7% della popolazione. Di seguito sono riportati i gruppi più consistenti:
1. Macedonia del Nord 328
2. Bangladesh 240
3. Romania 170
4. Marocco 145
5. Albania 99
6. Ucraina 55
7. Senegal 52
8. Cina 26
9. Serbia 20
10. Repubblica Dominicana 14

## Cultura

### Istruzione
Nel comune sono presenti numerose scuole dell'infanzia, primarie e secondarie. La scuola secondaria superiore di una certa rilevanza per la città è:
- ISISS Marco Casagrande - specializzazioni: Liceo Scienze Umane e Scientifiche - Tecnico per l'Edilizia, l'Ambiente e il Territorio.

Nel 1995 il nome del nuovo Istituto è stato adottato dallo scultore Marco Casagrande nato a Miane, vissuto nell'Ottocento e divenuto famoso in Ungheria, che riporta alla mente uno dei tanti artisti e intellettuali fioriti in questa terra.

### Folclore
Il fiume Soligo divide la frazione capoluogo in due contrade denominate "Contà" e "Trevisan".
C'è una grande rivalità tra le due contrade tanto che in occasione della sagra paesana chiamata "Lo Spiedo Gigante", che nell'ottobre del 2006 ha festeggiato i 50 anni, si svolge, tra i vari eventi, anche il tiro alla fune che un tempo si disputava a cavallo del ponte sul Soligo.

### Patrono
Il patrono di Pieve di Soligo è Santa Maria Maddalena. La festa patronale è il 22 luglio e viene celebrata una messa presso la chiesa di Santa Maria Maddalena.

## Geografia antropica

### Frazioni
- Barbisano: abitato da circa 2 100 persone, il paese ha una chiesa non antica dedicata a Santa Caterina, la santa patrona, che viene festeggiata il 25 novembre.
- Solighetto: paesino di circa 2 600 abitanti, che ricopre un'area quasi uguale al capoluogo del comune, conserva ancora intatto lo spirito di un paese basato sull'economia rurale, ai piedi delle colline delle prealpi trevigiane. In occasione della festa dell'Immacolata (8 dicembre), è tradizione che si tenga la sagra paesana, che, dopo anni di oblio, dal 2008, grazie alla volontà di un'associazione operante nel territorio, è stata ripristinata.

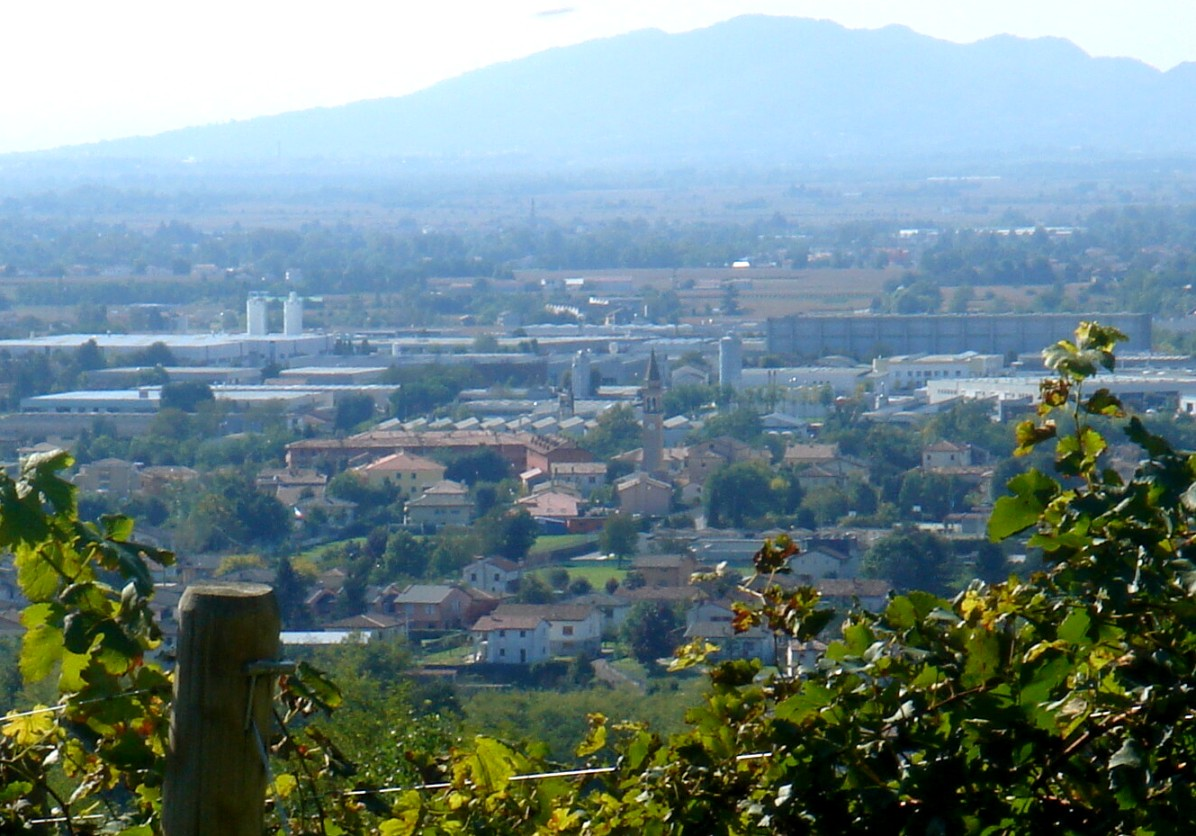
Veduta di Barbisano
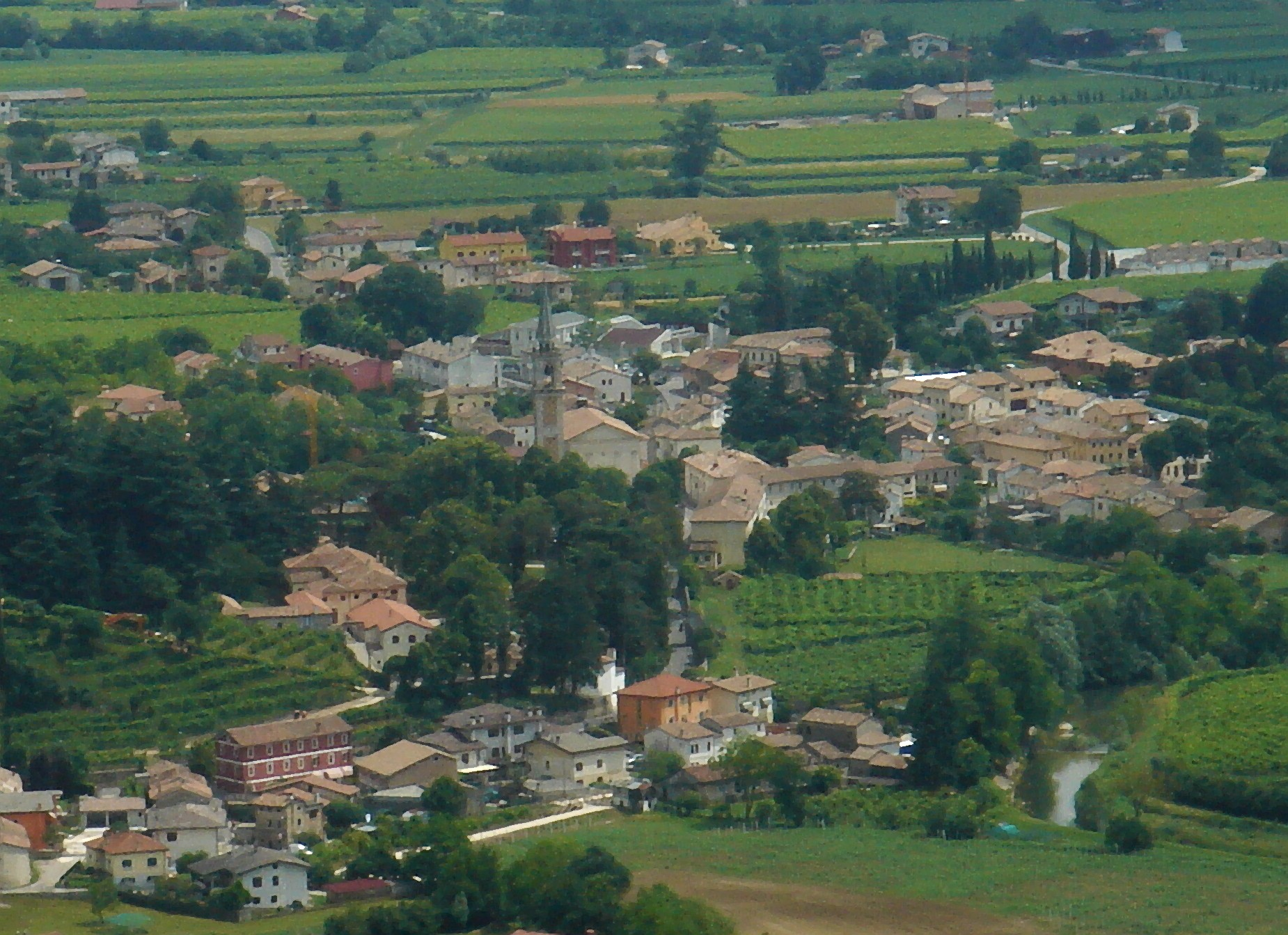
Veduta di Solighetto

## Infrastrutture e trasporti
Nel 1913 il paese divenne località capolinea della tranvia Susegana-Pieve di Soligo, concessa alla Società Veneta e soppressa formalmente nel 1931. Gravemente danneggiata durante la prima guerra mondiale, la stessa venne provvisoriamente trasformata in ferrovia militare e prolungata fino a Revine Lago.
Dal 2014 viene collegata a Montebelluna e Conegliano da diverse linee di autobus della società MOM - Mobilità di Marca

## Amministrazione

### Altre informazioni amministrative
La circoscrizione territoriale ha subito le seguenti modifiche: nel 1928 aggregazione di territori del soppresso comune di Refrontolo; nel 1946 distacco di territori per la ricostituzione del comune di Refrontolo (Censimento 1936: pop. res. 2163), senza comprendere la frazione Barbisano.